# Publio Cornelio Scipione Africano minore
Egli fu il fu figlio minore di Emilia Paola Terza e Publio Cornelio Scipione l'Africano, uno dei più grandi condottieri militari romani, vincente di Annibale nella battaglia di Zama.